# Hit Em Wit Da Hee
Hit Em Wit Da Hee je singl americké raperky Missy Elliott.Track je na jejím debutovém albu z roku 1997 Supa Dupa Fly.Singl nebyl vydaný v USA, ale i přesto se umístil na 61. místě na Billboard Hot R&B/Hip-Hop Airplay chart,docela dobře si vedl v Anglii, kde se umístil na 25. místě.
V songu hostují Lil Kim a Mocha.

## Track list

### US Singl
12" Promo
Strana A
1. "Hit 'Em Wit Da Hee" (Remix Extended Version) (featuring Lil' Kim & Mocha)
2. "Hit 'Em Wit Da Hee" (LP Version Clean) (featuring Lil' Kim & Mocha)

Strana B
1. "Hit 'Em Wit Da Hee" (Remix Instrumental)
2. "Hit 'Em Wit Da Hee" (Remix Acapella) (featuring Lil' Kim & Mocha)

12" Singl
Strana A
1. "Hit 'Em Wit Da Hee" (Remix Extended Version) (featuring Lil' Kim & Mocha) - 4:57

Strana B
1. "Beep Me 911" (Remix) (featuring 702 & Magoo) - 4:20
2. "Sock It 2 Me" (Funky DL Remix) (featuring Da Brat) - 4:30

### UK Singl
CD Maxi-Single
1. "Hit 'Em Wit Da Hee" (LP Version) (featuring Lil' Kim & Mocha) - 4:53
2. "Hit 'Em Wit Da Hee" (Ganja Kru Remix) (featuring Lil' Kim & Mocha) - 6:42
3. "Sock It 2 Me" (Funky DL Remix) (featuring Da Brat) - 4:30

### Europe Single
12" Single
Strana A
1. "Hit 'Em Wit Da Hee" (LP Version Dirty) (featuring Lil' Kim & Mocha) - 4:20

Strana B
1. "Hit 'Em Wit Da Hee" (Remix Instrumental) - 4:53
2. "Hit 'Em Wit Da Hee" (Ganja Kru Remix) (featuring Lil' Kim & Mocha) - 6:42

## Charts
| Chart (1998)                           | Nejvyšší pozice |
| -------------------------------------- | --------------- |
| UK Top 75 Singles                      | 25              |
| U.S. Billboard Hot R&B/Hip-Hop Airplay | 61              |
| Germany Singles Chart                  | 63              |